# Johann Christian Wraske

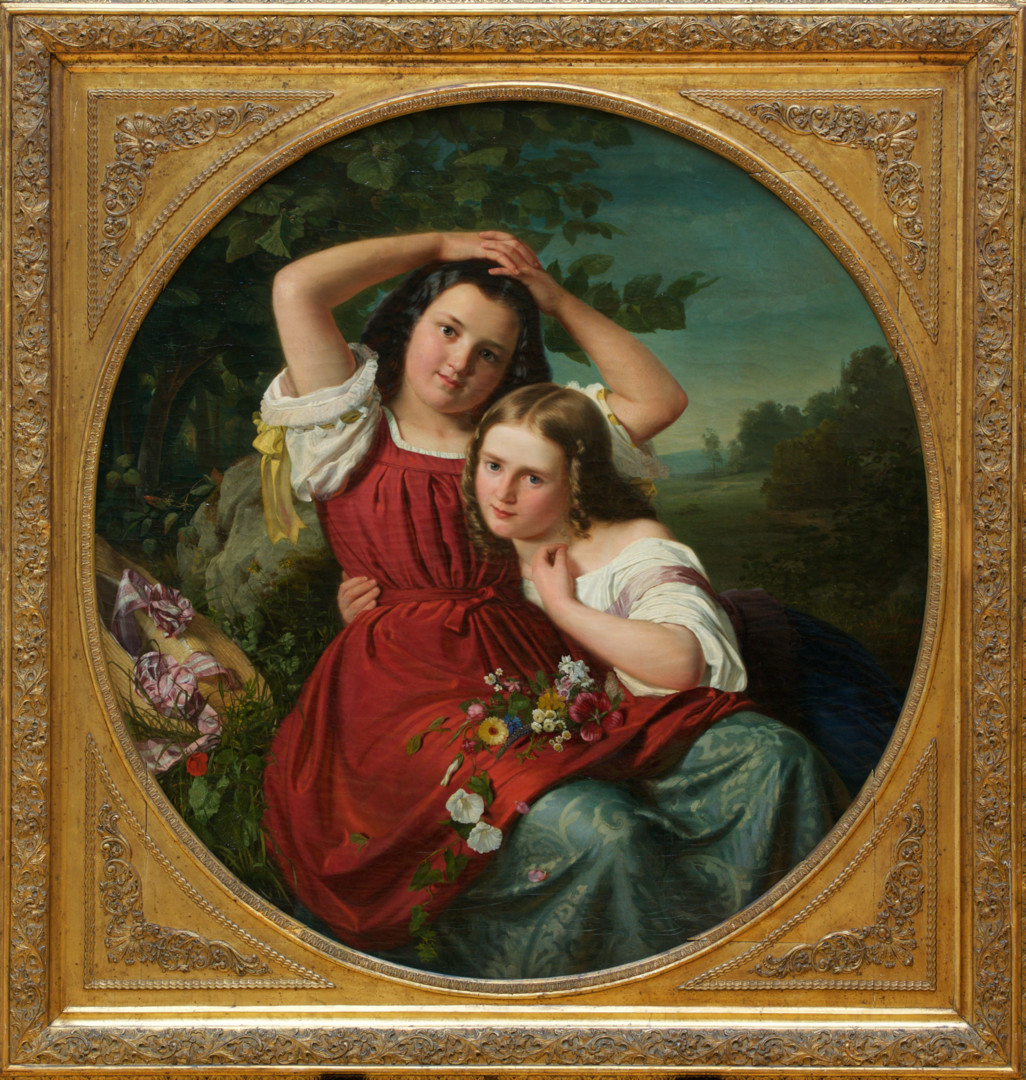
Blumenkinder

Johann Christian Wraske (* 4. Mai 1817 in Hamburg; † 21. Juli 1896 ebenda) war ein deutscher Porträt- und Historienmaler der Düsseldorfer Schule.

## Leben
Johann Christin Wraske war der Sohn des Seefahrers Johann Wraske. Anfangs wirkte er als Privatlehrer in Hamburg. Am 21. April 1838 trat er der Hamburger Turnerschaft von 1816 bei. Nachdem er ab dem 6. April 1840 als zweiter Vorsänger an der Hauptkirche St. Petri tätig gewesen war und gleichzeitig seit dem 18. Dezember 1841 auch als Zeichenlehrer am Hamburger Waisenhaus gearbeitet hatte, ging er 1847 oder 1848 nach Düsseldorf und studierte bis 1852 Malerei an der Königlich Preußischen Kunstakademie bei Friedrich Wilhelm von Schadow, Karl Ferdinand Sohn und Theodor Hildebrandt. Anschließend nahm er wieder beide Ämter in Hamburg an, gab sie jedoch Ende Juni 1853 erneut ab und reiste nach Düsseldorf. In Düsseldorf gehörte er zu den Mitgliedern des Künstlervereins Malkasten. Ab spätestens 1861 lebte und arbeitete er wieder in Hamburg, wo er auch Mitglied des Hamburger Künstlervereins von 1832 und des Kunstvereins in Hamburg war. Er war zudem Mitglied der Allgemeinen Deutschen Kunstgenossenschaft. Reisen führten ihn nach Paris, München und Wien. 
Im November oder Dezember 1866 schenkte er der Hamburger Turnerschaft von 1816 ein von ihm gemaltes Ölgemälde, das den Vereinsgründer Wilhelm Benecke (1797–1827) darstellte und eine Kopie eines in Familienbesitz befindlichen Porträts von Friedrich Carl Gröger aus dem Jahre 1819 war. Am 1. September 1867 schenkte er der Turnerschaft ein weiteres von ihm gemaltes, überlebensgroßes Ölgemälde, das den Turnvater Friedrich Ludwig Jahn zeigte. Am 20. Oktober 1879 wurde in der Turnhalle der Turnerschaft ein Ölgemälde des Turnwarts Gustav Gosewisch (1839–1879) enthüllt, das er ebenfalls gemalt hatte. Zu diesem Zeitpunkt war er kein Mitglied der Turnerschaft mehr.

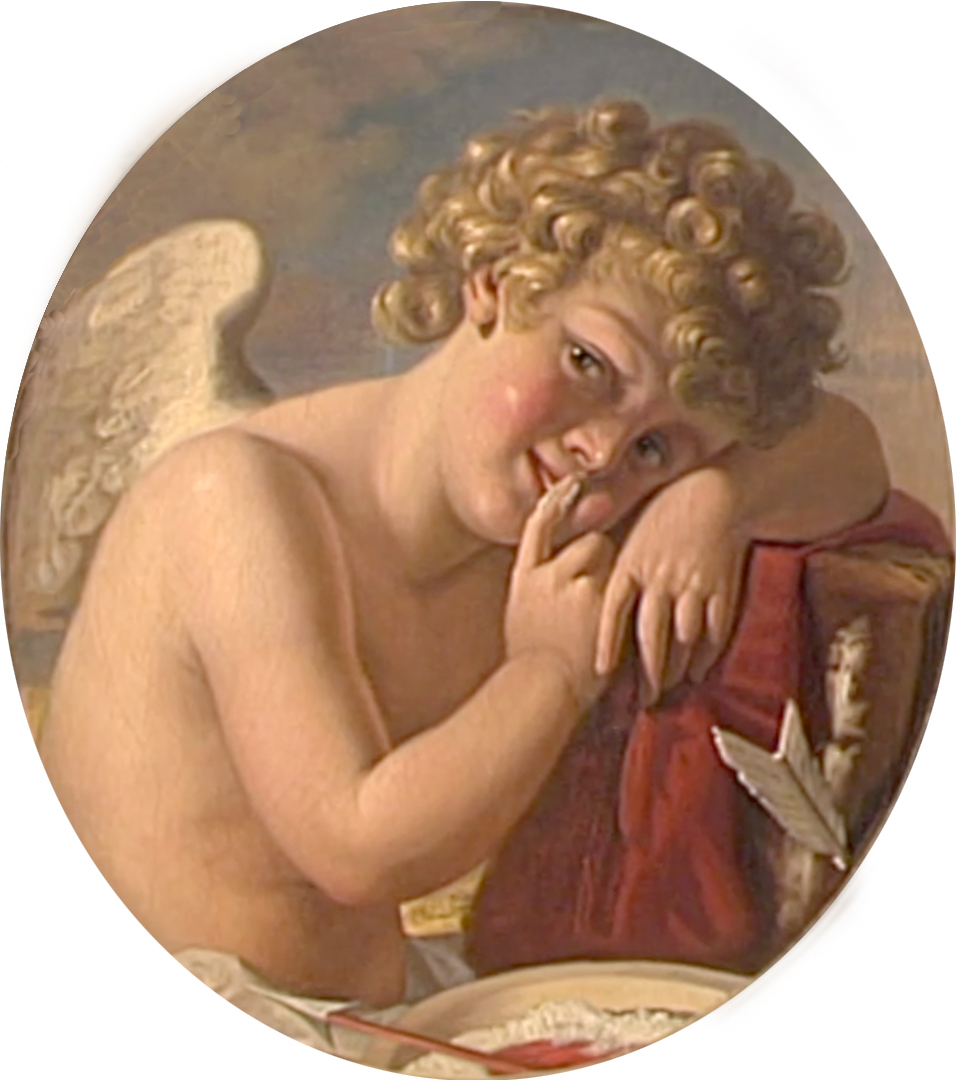
Der Zuckerlecker oder Zuckerleckender Engel

Die Fernsehausstrahlung des BR Fernsehen vom 5. Dezember 2015 einer Folge der vom Bayerischen Rundfunk produzierten Sendereihe Kunst und Krempel wurde unter anderem Wraskes Ölgemälde Der Zuckerlecker vorgestellt. Das dort als Zuckerleckender Engel bezeichnete Bildmotiv stellt einen zuckerleckenden Amor dar, der sinnbildlich für die „verbotene Liebe“ bzw. die Sexualität des Menschen steht. Das Gemälde ist mit J. C. Wraske signiert.

## Werke (Auswahl)
Maße: Breite × Höhe
- Ruhende Kinder, Öl auf Leinwand, 157 × 207 cm, ausgestellt auf der Düsseldorfer Kunstausstellung 1850
- Die Töchter des Cid im Walde (nach einer Ballade von Herder), Öl auf Leinwand, 157 × 207,5 cm, 1852 – Hamburger Kunsthalle
- Die Töchter des Cid, Zeichnung nach dem Hamburger Gemälde, 35,2 × 45,9 cm, 1851 – Wallraf-Richartz-Museum & Fondation Corboud
- Die Niobiden, Öl auf Leinwand, 425 × 336 cm, 1859 – Hamburger Kunsthalle
- Die Niobiden, Farbskizze zum Hamburger Gemälde, 34 × 26 cm, ausgestellt auf der Kölner allgemeinen deutschen und historischen Kunstausstellung 1861 im Wallraf-Richartz-Museum
- Der Zuckerlecker (Amor), Öl auf Leinwand, um 1865 bis 1875 – Privatbesitz
- Nach dem Kampf, Öl auf Leinwand, 240 × 157 cm[8]
- Brustbild der Schauspielerin Charlotte Ackermann, Tuschezeichnung, 38 × 42 cm[9]
- Porträt Wilhelm Benecke (1797–1827), Ölgemälde, 1866 verschenkt, Kopie eines Gemäldes von Friedrich Carl Gröger aus dem Jahre 1819
- Porträt Friedrich Ludwig Jahn, überlebensgroßes Ölgemälde, 1867 verschenkt
- Porträt Gustav Gosewisch (1839–1879), Ölgemälde, 1879 enthüllt